# The EastLight.
The EastLight.，韓國Media Line於2016年所推出的男子樂團，成員包括李碩澈、李恩成、李勝鉉、金埈煜、丁俟江及李宇鎭。歌迷官方名稱為「Sun」。樂隊成員平均年齡15歲，被稱作「天才樂隊」，成員李宇鎭因參加韓國選秀節目《PRODUCE 101第二季》而無法參與第二次回歸活動《You're My Love》，2018年10月正式解散。

## 經歷

### 出道前
- 隊長李碩澈曾出演電影“我的男孩”
- 主唱李恩成、丁俟江、李宇鎭曾出演Mnet Voice Kids Korea
- 貝斯手李勝鉉曾贏得多個活動和音樂會
- 吉他手金埈煜曾出演 SBS  Star King 作為13歲天才吉他手

### 2016年
- 11月3日下午，在首爾舉行了出道showcase。同日發行首張單曲《Holla》，和於音樂節目M! Countdown開始宣傳活動。

### 2017年
- 2017年5月17日，The EastLight.以《You're My Love》回歸，而其中一位成員李宇鎭因參加韓國選秀節目《PRODUCE 101第二季》而無法參與本次回歸活動。
- 同年7月13日，成員丁俟江、李宇鎭以《Love is....(사랑은....)》回歸。
- 同年7月26日，以《I Got You》回歸。

### 2018年
- 2018年1月18日，The EastLight.以《Real Man(레알 남자)》回歸
- 2018年4月26日，The EastLight.發布《넌 괜찮니》單曲
- 2018年5月24日，The EastLight.以《설레임(Love Flutters)》回歸

## 成員
| 成員列表   | 成員列表 | 成員列表       | 成員列表 | 成員列表 | 成員列表       | 成員列表                 | 成員列表 |
| 藝名       | 藝名     | 本名           | 本名     | 本名     | 出生日期       | 隊內擔當                 |          |
| 羅馬拼音   | 漢字     | 羅馬拼音       | 諺文     | 漢字     | 出生日期       | 隊內擔當                 |          |
| ---------- | -------- | -------------- | -------- | -------- | -------------- | ------------------------ | -------- |
| Seok Cheol | 碩澈     | Lee Seok Cheol | 이석철   | 李碩澈   | 2000年1月11日  | 大哥、隊長、鼓手、DJ     |          |
| Eun Sung   | 恩成     | Lee Eun Sung   | 이은성   | 李恩成   | 2000年9月7日   | 主唱、Rapper、鍵盤、吉他 |          |
| Seung Hyun | 勝鉉     | Lee Seung Hyun | 이승현   | 李勝鉉   | 2001年12月31日 | 貝斯                     |          |
| Jun Wook   | 埈煜     | Kim Jun Wook   | 김준욱   | 金埈煜   | 2002年1月10日  | 吉他                     |          |
| Sa Gang    | 俟江     | Jeong Sa Gang  | 정사강   | 丁俟江   | 2002年10月26日 | 主Rapper、主唱、吉他、鼓 |          |
| Woo Jin    | 宇鎭     | Lee Woo Jin    | 이우진   | 李宇鎭   | 2003年4月2日   | 主唱、Rapper、鍵盤、忙內 |          |

### 李宇鎭
李宇鎮，2003年4月2日—，在該群擔任主唱和忙內。其於出道前（11歲時），曾出演Mnet Voice Kids Korea。 
李宇鎭曾表示最尊敬的歌手是Justin Bieber，亦指很感謝姜丹尼爾，姜丹尼爾哥哥從B班就很照顧他，大家一起加油和逗他笑。李宇鎭認為是姜丹尼爾的幫助才能夠上升到A級，所以很感謝他。 

#### PRODUCE 101 第二季
2017年，李宇鎭以Media Line練習生的身份參演著名的大型男團生存實境節目《 PRODUCE 101 (第二季) 》。節目中，101位來自52間不同經紀公司的練習生與個人練習生將會接受唱歌、舞蹈等嚴格訓練並競爭。每集由國民全權經過網絡及短訊投票投出練習生的排名，而最後一集排名前11的練習生，將以YMC娛樂旗下藝人的身份進行為期一年6個月的活動。 
其於PRODUCE 101 (第二季)中，挑選了Brand New Music的林煐岷為最勤奮的練習生。

##### 排名
紅色箭頭為前一集排名上升，藍色箭頭為前一集排名下降，無標記則為排名不變。
 
每集尾段會展示各練習生的排名，而於最後一集排名前十一的練習生將會成為一個團體發行單曲，並以旗下藝人的身份進行為期一年6個月的活動。
| 第一集 （網路投票）                 | 20    |
| 第二集 （網路投票）                 | 22 ↓2 |
| 第三集 （網路投票）                 | 21 ↑1 |
| 第五集 （綜合排名）                 | 18 ↑3 |
| 第六集 （第二次網路投票第一次公布） | 22 ↓4 |
| 第八集 （第二次網路投票第二次公布） | 26 ↓4 |
| 第十集 （第三次公開排名發表）       | 34 ↓8 |

## 音樂作品

### 迷你專輯
| 迷你專輯 # | 專輯資料                                                           | 曲目 |
| 1st        | 《Six Senses》 - 發行日期：2017年7月26日 - 語言：韓語 - 專輯銷量： | 曲目 1. I Got You 2. Happy Day (기분 좋은 날) 3. You're My Love (Tropical Mix) 4. Love Is….. (사랑은…..) 5. My Love (내사랑) 6. Holla Original Mix 7. I Am What I Am (나는 나) Tropical Mix 8. I Got You Acoustic Mix |

### 單曲專輯
| 單曲專輯 # | 專輯資料                                                                                   | 曲目 |
| 1st        | 《Holla》 - 發行日期：2016年11月3日 - 語言：韓語 - 專輯銷量：                              | 曲目 1. Holla (홀라) 2. I Am What I Am (나는 나) 3. Holla (홀라) inst. 4. I Am What I Am (나는 나) inst. |
| 2nd        | 《You're My Love》 - 發行日期：2017年5月18日 - 語言：韓語 - 專輯銷量：                     | 曲目 1. You're My Love Tropical Mix 2. You're My Love Rock Mix 3. You're My Love Acoustic Pop Mix        |
| 3rd        | 《Love is....(사랑은....)》(宇鎭&俟江) - 發行日期：2017年7月13日 - 語言：韓語 - 專輯銷量： | 曲目 1. Love Is… (사랑은…) Radio Mix 2. Love Is… (사랑은…) Extended Mix                                  |
| 4th        | 《Real Man(레알 남자)》 - 發行日期：2018年1月18日 - 語言：韓語 - 專輯銷量：                | 曲目 1. Real Man (레알 남자)                                                                             |

## 爭議事件
- 2018年10月18日，韓國媒體XSPORTS獨家取材報導The EastLight.從出道前的2015年開始就一直遭受虐待。除了打耳光等常見的暴力行為，還用棒球棒，鐵質麥克風等器械毆打组合成员。而其公司代表金昌煥對相关暴力行為放任不管，令成員們身心備受摧殘[1]。
- 2018年10月19日，隊長碩澈作為代表在律師陪同下召開記者會，公開公司對隊伍的種種暴行，包括出道前已多次受到無理的暴力對待，碩澈和親弟弟勝鉉被製作人以棒球棍和衣架等硬物打身體，主唱恩成更曾被打到頭破血流。製作人亦曾把吉他弦線纏繞在成员的頸上，惩罚练习出错的成员，折磨長達4小時之多。公司並沒有第一時間帶成員就醫，反而迫成員繼續跑行程，而且在事後恐嚇成员，指事件如果流出組合也隨即消失，所以團員連家人也不敢透露[2][3]。

## 外部連結
| \| 官方經營的網站 - TheEastLight.的官方網頁 - TheEastLight.的Facebook專頁 - TheEastLight.的Instagram帳戶 - TheEastLight.的X（前Twitter） - TheEastLight.（页面存档备份，存于） 的V LIVE頻道 - TheEastLight.（页面存档备份，存于）的YouTube頻道 \| 成員個人Instagram - 碩澈的Instagram帳戶 - 恩成的Instagram帳戶 - 勝鉉的Instagram帳戶 - 埈煜的Instagram帳戶 - 俟江的Instagram帳戶 - 宇鎭的Instagram帳戶 \| | |
| 官方經營的網站 - TheEastLight.的官方網頁 - TheEastLight.的Facebook專頁 - TheEastLight.的Instagram帳戶 - TheEastLight.的X（前Twitter） - TheEastLight.（页面存档备份，存于） 的V LIVE頻道 - TheEastLight.（页面存档备份，存于）的YouTube頻道 | 成員個人Instagram - 碩澈的Instagram帳戶 - 恩成的Instagram帳戶 - 勝鉉的Instagram帳戶 - 埈煜的Instagram帳戶 - 俟江的Instagram帳戶 - 宇鎭的Instagram帳戶 |